# Myzostoma seymourcollegiorum
Myzostoma seymourcollegiorum is een ringworm uit de familie Myzostomatidae.
Myzostoma seymourcollegiorum werd in 2005 voor het eerst wetenschappelijk beschreven door Rouse & Grygier.